# Podúsek 3./XI. Mikulov

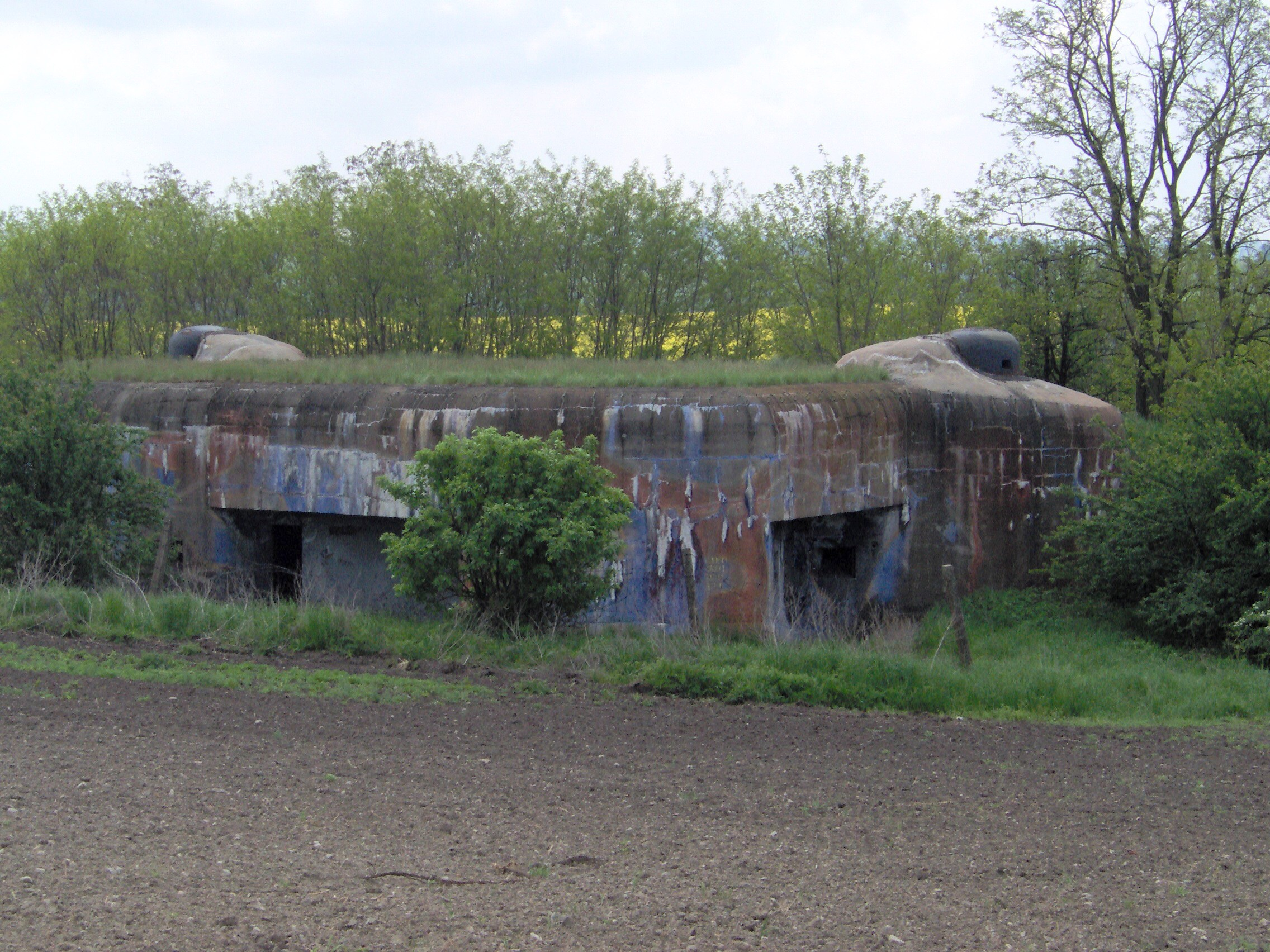
Pěchotní srub MJ-S 29 „Svah“

Stavební podúsek 3./XI. Mikulov byl součástí linie těžkého opevnění, které vznikalo ve druhé polovině 30. let 20. století jako obranná hráz proti nacistickému Německu na jižní Moravě. Podúsek byl stavěn v rámci ŽSV XI Hrušovany nad Jevišovkou firmou Hráský & Jenč z Mladé Boleslavi. Součástí úseku, který byl stavebníkovi zadán 18. května 1938, mělo být 13 pěchotních srubů, z nichž se podařilo do začátku října 1938, kdy Československo muselo kvůli mnichovské dohodě odstoupit Třetí říši pohraničí, postavit jediný objekt v hrubé stavbě.

## Základní údaje
V urychleném výběrovém řízení, které proběhlo v souvislosti s anšlusem Rakouska Německem, byla stavba podúseku zadána 18. května 1938 stavební firmě Hráský & Jenč, Mladá Boleslav s plánovaným dokončením do 250 dní; prvním pracovním dnem se stal 20. červen téhož roku. Částka, za kterou měla být linie postavena, byla určena na 17 296 649,03 Kč. Velitelem podúseku byl ustanoven kpt. žen. Miroslav Jeništa, stavbyvedoucím npor. stav. Ing. Vladimír Stránský.
Střežení budovaných objektů zajišťovala 3./X. strážní rota z Mikulova pod velením npor. pěch. Jana Svobody, která byla zřízena 1. července 1938 a zrušena 30. listopadu 1938. Byla součástí strážního praporu X.

## Průběh linie
Stavěný úsek měl začínat objektem MJ-S 29, který se nachází poblíž železniční trati Břeclav – Znojmo, mezi Mikulovem a Březím. Linie měla vést podél železnice směrem na Břeclav, obejít Mikulov z jihu, poslední srub se měl nacházet severně od Sedlece. Další, osamocený objekt MJ-S 36 byl umístěn u hráze rybníka Nesyt. Poslední čtyři pěchotní sruby MJ-S 37–41 měly být situovány jihovýchodně od Břeclavi, přibližně mezi silnicí Valtice – Břeclav a železniční tratí z Břeclavi do Rakouska. Mezera objekty MJ-S 35 a 36 byla chráněna vodní plochou rybníka Nesyt, do mezilehlého prostoru mezi MJ-S 36 a 37 (plocha Lednicko-valtického areálu) byly dodatečně navrženy dva těžké objekty MJ-S 37a a 37b, jejichž výstavba ale nebyla stavební firmě do října 1938 zadána.

## Seznam objektů
Pozn.: Objekty jsou řazeny od západu na východ.
| Snímek       | Další snímky                                           | Označení | Název      | Podle projektu | Odolnost | Stav v r. 1938 (datum betonáže) | Osazení zvonů | Umístění                         | Poznámky         |
| ------------ | ------------------------------------------------------ | -------- | ---------- | -------------- | -------- | ------------------------------- | ------------- | -------------------------------- | ---------------- |
| MJ-S 29 Svah | Kategorie „MJ-S 29 Svah casemate“ na Wikimedia Commons | MJ-S 29  | Svah       | N-S 47         | II       | 12.–17. září 1938               | 1949/1950     | 48°48′34″ s. š., 16°36′10″ v. d. | muzeum           |
|              |                                                        | MJ-S 30  | Vápenka    | OP-S 12        | II       | postaveno bednění               | —             | 48°48′4″ s. š., 16°37′4″ v. d.   |                  |
|              |                                                        | MJ-S 31  | Bažantnice | OP-S 41        | II       | postaveno bednění               | —             | 48°47′39″ s. š., 16°38′4″ v. d.  |                  |
|              |                                                        | MJ-S 32  | Hřeben     | OP-S 12        | II       | postaveno bednění               | —             | 48°47′25″ s. š., 16°38′42″ v. d. |                  |
|              |                                                        | MJ-S 33  | Šípek      | N-S 47         | II       | výkop                           | —             | 48°47′19″ s. š., 16°39′28″ v. d. |                  |
|              |                                                        | MJ-S 34  | Rozcestí   | OP-S 41        | II       | zákl. skořápka                  | —             | 48°47′2″ s. š., 16°40′40″ v. d.  |                  |
|              |                                                        | MJ-S 35  | Ves        | OP-S 12        | II       | výkop                           | —             | 48°46′57″ s. š., 16°41′49″ v. d. |                  |
|              |                                                        | MJ-S 36  | Stavidlo   | OP-S 41        | II       | výkop                           | —             | 48°46′38″ s. š., 16°44′37″ v. d. |                  |
|              |                                                        | MJ-S 37a | Výběh      | N-S 47         | I        | nezadán ke stavbě               | —             | 48°46′26″ s. š., 16°48′9″ v. d.  | vložen dodatečně |
|              |                                                        | MJ-S 37b | Kaple      | Li-H-S 6       | I        | nezadán ke stavbě               | —             | 48°45′59″ s. š., 16°48′48″ v. d. | vložen dodatečně |
|              |                                                        | MJ-S 37  | Bor        | OP-S 17        | II       | výkop                           | —             | 48°45′17″ s. š., 16°49′56″ v. d. |                  |
|              |                                                        | MJ-S 38  | Hájenka    | OP-S 17        | II       | výkop                           | —             | 48°44′52″ s. š., 16°50′22″ v. d. |                  |
|              |                                                        | MJ-S 39  | Trať       | OP-S 17        | II       | výkop                           | —             | 48°44′23″ s. š., 16°50′51″ v. d. |                  |
|              |                                                        | MJ-S 40  | Průsek     | OP-S 17        | II       | výkop                           | —             | 48°43′58″ s. š., 16°51′27″ v. d. |                  |
|              |                                                        | MJ-S 41  | Přejezd    | N-S 45         | II       | nerealizován                    | —             | 48°43′32″ s. š., 16°52′5″ v. d.  |                  |

## Popis objektů

### MJ-S 29 „Svah“

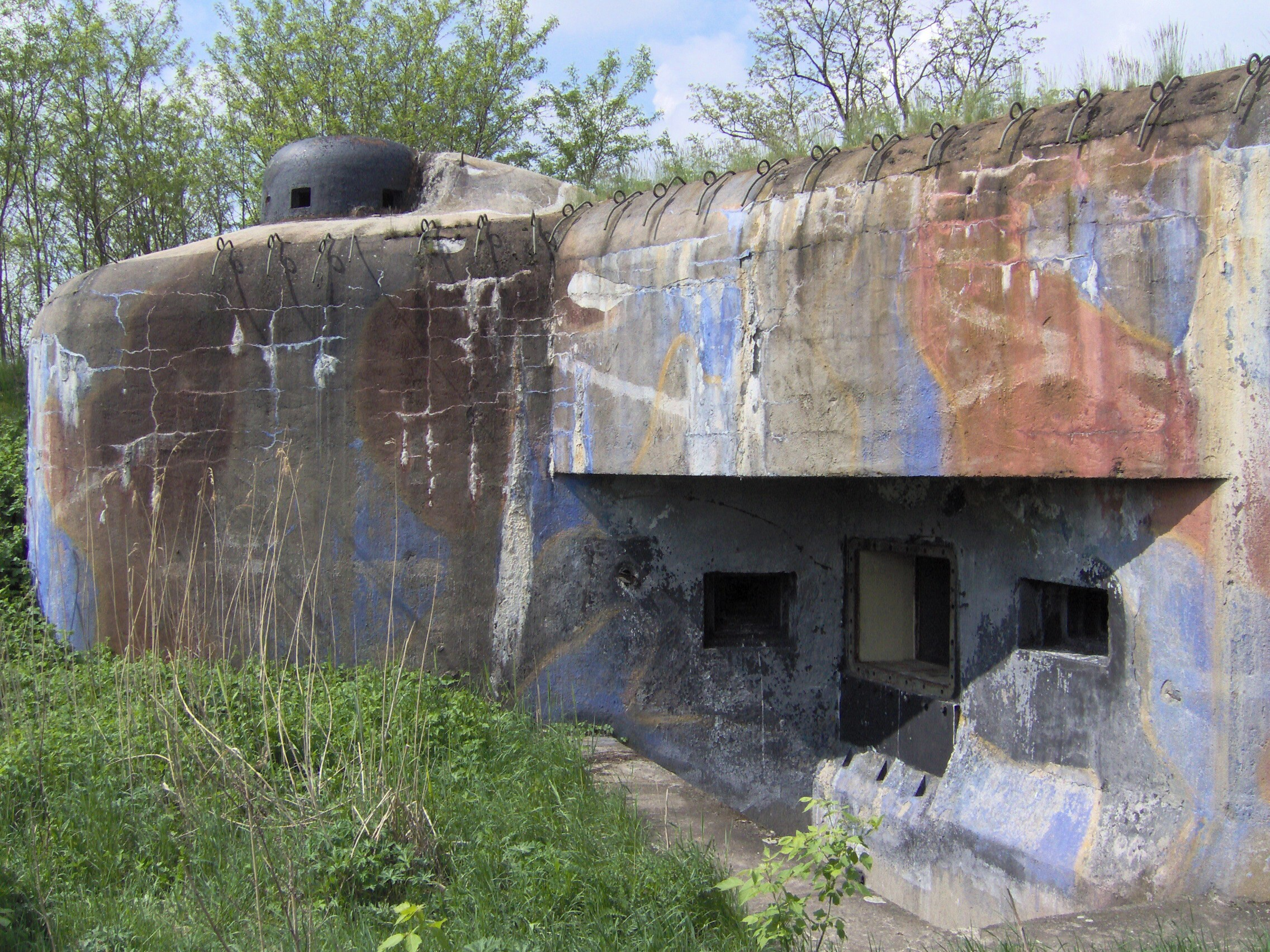
Levé křídlo objektu MJ-S 29 „Svah“

Jediným postaveným objektem stavebního podúseku 3./XI. Mikulov se stal srub MJ-S 29. Jedná se standardní dvoupodlažní pěchotní srub ve II. stupni odolnosti postavený dle projektu objektu N-S 47 v Orlických horách. Jeho hlavní výzbroj měly tvořit dva protitankové kanóny vz. 36 spřažené s těžkým kulometem vz. 37 (tzv. zbraň L1) a dvě dvojčata týchž kulometů (tzv. zbraň M). Pro blízkou ochranu objektu měla osádka k dispozici čtyři lehké kulomety vz. 26 (tzv. zbraň N) a další dva stejné kulomety ve dvou pancéřových pozorovacích zvonech. Osádku mělo tvořit 35 mužů.
Srub byl vybetonován ve dnech 12. až 17. září 1938 (kubatura betonu 1450 m³), odstoupení pohraničí jej tedy zastihlo ve stádiu hrubé stavby bez jakékoliv výstroje a výzbroje. Jeho další osud je shodný s ostatními postavenými jihomoravskými objekty. Byl dokončen po druhé světová válce znojemskou firmou Ing. Růžička, přičemž v letech 1949 a 1950 byly i osazeny oba pancéřové zvony. Zajímavostí je, že nejde o nově vyrobené prvky po válce, ale o vytržené zvony z pěchotních srubů v Komárně (levý pochází z objektu Ko-S 4, pravý z Ko-S 3). V letech 1959 a 1960 byly do srubu osazeny dva protitankové kanóny vz. 44/59. Objekt byl zakonzervován a armáda jej využívala k ochraně hranic před nepřátelským Rakouskem. Teprve v roce 1999 byl srub MJ-S 29, podobně jako ostatní objekty na jižní Moravě, opuštěn a veškeré vybavení bylo odvezeno. Od začátku druhé dekády 21. století se o srub stará sdružení KVH Pevnost Mikulov, které jej zpřístupnilo veřejnosti.
Objekt MJ-S 29 se objevil v jednom díle seriálu Četnické humoresky.

### Ostatní objekty
Kromě srubu MJ-S 29 bylo stavebníkovi zadáno i dalších 12 těžkých objektů MJ-S 30 až MJ-S 41. Ve všech případech se mělo jednat o sruby velmi podobné objektu MJ-S 29. Všechny byly vyprojektovány ve II. stupni odolnosti se dvěma pancéřovými zvony, dvěma zbraněmi L1 a dvěma zbraněmi M. Jako pomocná a ochranná výzbroj měly sloužit tři nebo čtyři zbraně N (+ další dvě ve zvonech). Dodatečně vložené objekty MJ-S 37a a MJ-S 37b, které však nebyly stavebně zadány, měly mít shodnou výzbroj, z důvodu umístění v lese však měly mít nižší stupeň odolnosti I.
Nejblíže k realizaci byl srub MJ-S 32, který již byl plně připraven k betonáži. Částečně připravené byly sruby MJ-S 30 a 31, základovou skořápku měl vybetonovanou ještě objekt MJ-S 34. Ostatní sruby se nacházely v počátečních fázích výstavby. Realizace objektu MJ-S 41 a stavebně nezadaných srubů MJ-S 37a a 37b nebyla vůbec zahájena.